# Várterész István
Várterész István (Meggyesfalva, 1931. április 22. – Marosvásárhely, 1984. október 9.) erdélyi magyar gyógyszerész, gyógyszerészeti és helytörténeti író.

## Életútja
Az erdélyi örmény Várterész / Vártereszián család leszármazottja (örményül: várd 'վարդ' ). Középiskolai tanulmányait a marosvásárhelyi Római Katolikus Főgimnáziumban kezdte és a Magyar Fiúlíceumban fejezte be 1950-ben. Gyógyszerészi oklevelet a marosvásárhelyi OGYI Gyógyszerészeti Karán kapott 1957-ben. Ezután gyakorló gyógyszerészként dolgozott Nyárádmagyaróson, Dicsőszentmártonban, majd haláláig Marosvásárhelyen, több gyógyszertárban.

## Gyógyszerészeti közleményei
Első dolgozatát a Marosvásárhelyen megjelenő Értesítő közölte 1957-ben. Szakdolgozataiban a gyógyszerészet gyakorlati kérdéseivel foglalkozott. A kenőcs-alapanyagok fizikai-kémiai tulajdonságairól, a szemészeti oldatokról, a cseppentőkről, a gyógyszertári kúpok módosított elkészítésének lehetőségéről írottak a Farmacia és a Practica Farmaceutică (Bukarest), valamint a Gyógyszerészet (Budapest) c. szakfolyóiratokban jelentek meg.

## Hely- és orvostörténeti cikkei
Jelentősek helytörténeti cikkei, tanulmányai. Marosvásárhely tudománynépszerűsítő mozgalmának kialakulásáról, a városi kórház történetéről, neves orvosairól, így Knöpfler Vilmos (1815–82) és Szotyori József (1767–1833) munkásságáról, a zeneiskoláról, Metz Albert tanári tevékenységéről, Gecse Dánielről, Schmidt Béláról írt cikkeit a Vörös Zászló (1971–82), az Új Élet (1971–81) és az Orvosi Szemle közölte.